# Orignac
Orignac település Franciaországban, Hautes-Pyrénées megyében. Lakosainak száma 251 fő (2022. január 1.). Orignac Hitte, Antist, Cieutat, Hauban, Luc, Mérilheu, Montgaillard, Ordizan és Vielle-Adour községekkel határos.

## Népesség
A település népességének változása:
| Lakosok száma | 264  | 271  | 266  | 255  | 247  | 245  | 247  | 250  | 251  |
|               | 2013 | 2015 | 2016 | 2017 | 2018 | 2019 | 2020 | 2021 | 2022 |